# Казахстан (Келеський район)
Казахста́н (каз. Қазақстан) — село у складі Келеського району Туркестанської області Казахстану. Адміністративний центр Бірлесуського сільського округу.
У радянські часи село називалось 60-ліття Октября.
Населення — 3089 осіб (2021; 2453 у 2009, 1924 у 1999, 1808 у 1989).